# Campionato europeo maschile di pallacanestro 1999
Il 31º Campionato Europeo Maschile di Pallacanestro FIBA (noto anche come FIBA EuroBasket 1999), si è tenuto in Francia dal 21 giugno al 3 luglio 1999. Sedici nazioni hanno partecipato alla competizione, la quale assegnava cinque posti per il torneo olimpico del 2000. Le città di Antibes, Clermont-Ferrand, Digione, Le Mans, Parigi, Pau e Tolosa hanno ospitato le gare. Il torneo è stato vinto per la seconda volta dalla nazionale italiana, battendo in finale la nazionale spagnola per 64-56. L'italiano Gregor Fučka è stato votato come miglior giocatore della competizione.

## Squadre partecipanti
Delle sedici squadre partecipanti, solamente due erano qualificate direttamente: la Francia in quanto nazione ospitante e la Jugoslavia in quanto campione in carica. Le altre quattordici squadre sono passate per le qualificazioni.
Qualificata come paese organizzatore
- Francia

Qualificata dopo EuroBasket 1997
- Jugoslavia

Qualificate tramite le qualificazioni
- Bosnia ed Erzegovina
- Croazia
- Germania
- Grecia
- Israele
- Italia
- Lituania

- Macedonia
- Rep. Ceca
- Russia
- Slovenia
- Spagna
- Turchia
- Ungheria

## Sedi delle partite
| Fase                        | Impianto                      | Spettatori | Foto | Città            |
| --------------------------- | ----------------------------- | ---------- | ---- | ---------------- |
| Prima fase a gironi         | Palais des Sports de Toulouse | 5.000      |      | Tolosa           |
| Prima fase a gironi         | Clermont-Ferrand Sports Hall  | 7.000      |      | Clermont-Ferrand |
| Prima fase a gironi         | Jean Bunoz Sports Hall        | 5.051      |      | Antibes          |
| Prima fase a gironi         | Palais des Sports de Dijon    | 4.628      |      | Digione          |
| Seconda fase a gironi       | Palais des Sports de Pau      | 7.707      |      | Pau              |
| Seconda fase a gironi       | Antarès                       | 6.003      |      | Le Mans          |
| Fase a eliminazione diretta | Palasport Parigi-Bercy        | 13.200     |      | Parigi           |

## Sorteggio e formula
Tramite sorteggio, sono stati formati i quattro gironi, ognuno con quattro squadre. Le prime tre squadre di ogni girone, si qualificano per la seconda fase.
Nella seconda fase, le nazionali vengono divise in due gruppi di sei squadre ciascuno, dove le squadre conservano i risultati ottenuti nel primo girone. Le prime quattro di ogni girone, passano alla fase ad eliminazione diretta.
Le squadre eliminate ai quarti di finale giocano altre due partite ad eliminazione diretta, così da definire le posizioni dalla cinque alla otto.
| Gruppo A                             | Gruppo B                        | Gruppo C                                    | Gruppo D                           |
| ------------------------------------ | ------------------------------- | ------------------------------------------- | ---------------------------------- |
| Jugoslavia Francia Israele Macedonia | Russia Spagna Slovenia Ungheria | Turchia Italia Croazia Bosnia ed Erzegovina | Rep. Ceca Germania Lituania Grecia |

## Gironi di qualificazione
Tutti gli orari si riferiscono al fuso orario Central European Summer Time (UTC+2).

### Gruppo A
| Pos. | Squadra    | Pt | G | V | P | PF  | PS  | DP  |
| ---- | ---------- | -- | - | - | - | --- | --- | --- |
| 1.   | Jugoslavia | 6  | 3 | 3 | 0 | 227 | 181 | +46 |
| 2.   | Francia    | 5  | 3 | 2 | 1 | 200 | 196 | +4  |
| 3.   | Israele    | 4  | 3 | 1 | 2 | 191 | 220 | -29 |
| 4.   | Macedonia  | 3  | 3 | 0 | 3 | 197 | 218 | -21 |

| Arbitri: | Philippe Leemann Nikolaos Pitsilkas |

|            |          |                     |
| Sheffer 18 | Punti    | 24 Tomašević        |
| Henefeld 4 | Assist   | 3 quattro giocatori |
| Sheffer 5  | Rimbalzi | 12 Tomašević        |

| Arbitri: | Romualdas Brazauskas Peter Klingbiel |

|                      |          |                |
| Naumoski 27          | Punti    | 24 Abdul-Wahad |
| Naumoski 5           | Assist   | 4 Sonko        |
| Bocevski, Naumoski 4 | Rimbalzi | 9 Bilba        |

| Arbitri: | Peter Klingbiel György Varadi |

|             |          |                       |
| Bodiroga 19 | Punti    | 23 Stefanov           |
| Lukovski 7  | Assist   | 3 Kurtović, Stefanov  |
| Bodiroga 6  | Rimbalzi | 4 Bocevski, Stanković |

| Arbitri: | Philippe Leemann Romualdas Brazauskas |

|                |          |               |
| Abdul-Wahad 19 | Punti    | 19 Steinhauer |
| Abdul-Wahad 3  | Assist   | 7 Goodes      |
| Abdul-Wahad 8  | Rimbalzi | 7 Steinhauer  |

| Arbitri: | Romualdas Brazauskas György Varadi |

|             |          |             |
| Stefanov 14 | Punti    | 21 Henefeld |
| Stefanov 8  | Assist   | 5 Kattash   |
| Bocevski 12 | Rimbalzi | 8 Henefeld  |

| Arbitri: | Philippe Leemann Nikolaos Pitsilkas |

|                    |          |                |
| Bodiroga 16        | Punti    | 13 Abdul-Wahad |
| Divac, Obradović 3 | Assist   | 3 Sciarra      |
| Tomašević 9        | Rimbalzi | 7 Bilba        |

### Gruppo B
| Pos. | Squadra  | Pt | G | V | P | PF  | PS  | DP  |
| ---- | -------- | -- | - | - | - | --- | --- | --- |
| 1.   | Russia   | 5  | 3 | 2 | 1 | 210 | 191 | +19 |
| 2.   | Spagna   | 5  | 3 | 2 | 1 | 231 | 229 | +2  |
| 3.   | Slovenia | 5  | 3 | 2 | 1 | 204 | 209 | -5  |
| 4.   | Ungheria | 3  | 3 | 0 | 3 | 213 | 229 | -16 |

| Arbitri: | Danko Radić Recep Ankaralı |

|           |          |           |
| Smodiš 19 | Punti    | 14 Panov  |
| Daneu 4   | Assist   | 5 Kudelin |
| Smodiš 7  | Rimbalzi | 9 Panov   |

| Arbitri: | Carl Jungebrand Bruno Gasperin |

|           |          |             |
| Gulyás 23 | Punti    | 25 Herreros |
| Boros 5   | Assist   | 4 Corrales  |
| Gulyás 4  | Rimbalzi | 14 Reyes    |

| Arbitri: | Stefano Cazzaro Bruno Gasperin |

|            |          |                  |
| Kudelin 21 | Punti    | 17 Dávid, Gulyás |
| Kudelin 4  | Assist   | 5 Kálmán         |
| Kisurin 7  | Rimbalzi | 11 Gulyás        |

| Arbitri: | Carl Jungebrand Recep Ankaralı |

|             |          |             |
| Herreros 29 | Punti    | 27 Smodiš   |
| Corrales 3  | Assist   | 6 Bečirovič |
| de Miguel 7 | Rimbalzi | 8 Smodiš    |

| Arbitri: | Carl Jungebrand Danko Radić |

|                 |          |                |
| Sitku 21        | Punti    | 17 Milič       |
| Kálmán 8        | Assist   | 5 Daneu, Zdovc |
| tre giocatori 6 | Rimbalzi | 7 Nesterovič   |

| Arbitri: | Stefano Cazzaro Bruno Gasperin |

|                  |          |                |
| Petrenko 19      | Punti    | 20 Herreros    |
| Kudelin, Panov 4 | Assist   | 5 Rodríguez    |
| Nosov 18         | Rimbalzi | 6 de la Fuente |

### Gruppo C
| Pos. | Squadra              | Pt | G | V | P | PF  | PS  | DP  |
| ---- | -------------------- | -- | - | - | - | --- | --- | --- |
| 1.   | Turchia              | 5  | 3 | 2 | 1 | 188 | 179 | +9  |
| 2.   | Italia               | 5  | 3 | 2 | 1 | 196 | 190 | +6  |
| 3.   | Croazia              | 5  | 3 | 2 | 1 | 198 | 197 | +1  |
| 4.   | Bosnia ed Erzegovina | 3  | 3 | 0 | 3 | 160 | 186 | -26 |

| Arbitri: | Miguel Angel Betancor Ivan Zachara |

|             |          |             |
| Lerić 11    | Punti    | 14 Türkoğlu |
| Marković 3  | Assist   | 10 Tunçeri  |
| Alihodžić 7 | Rimbalzi | 15 Beşok    |

| Arbitri: | Reuven Virovnik Petr Sudek |

|                       |          |            |
| Kukoč 16              | Punti    | 15 Galanda |
| Kukoč, Mulaomerović 4 | Assist   | 5 Myers    |
| Kukoč 8               | Rimbalzi | 5 Fučka    |

| Arbitri: | Petr Sudek Miguel Angel Betancor |

|             |          |                |
| Türkoğlu 18 | Punti    | 18 Mršić       |
| Tunçeri 5   | Assist   | 6 Mulaomerović |
| Beşok 13    | Rimbalzi | 6 Mršić        |

| Arbitri: | Reuven Virovnik Igor Lebedev |

|                     |          |                   |
| Myers 22            | Punti    | 22 Marković       |
| Galanda, Meneghin 3 | Assist   | 5 Firić, Marković |
| Marconato 8         | Rimbalzi | 7 Alihodžić       |

| Arbitri: | Reuven Virovnik Ivan Zachara |

|                      |          |          |
| Firić 23             | Punti    | 14 Mršić |
| Marković, Mirković 3 | Assist   | 7 Kukoč  |
| Mujezinović 10       | Rimbalzi | 13 Kukoč |

| Arbitri: | Miguel Angel Betancor Petr Sudek |

|            |          |                  |
| Myers 20   | Punti    | 13 Türkcan       |
| Meneghin 4 | Assist   | 6 Tunçeri        |
| Chiacig 6  | Rimbalzi | 6 Beşok, Türkcan |

### Gruppo D
| Pos. | Squadra   | Pt | G | V | P | PF  | PS  | DP  |
| ---- | --------- | -- | - | - | - | --- | --- | --- |
| 1.   | Rep. Ceca | 5  | 3 | 2 | 1 | 229 | 211 | +18 |
| 2.   | Germania  | 5  | 3 | 2 | 1 | 210 | 210 | 0   |
| 3.   | Lituania  | 5  | 3 | 2 | 1 | 228 | 216 | +12 |
| 4.   | Grecia    | 3  | 3 | 0 | 3 | 194 | 224 | -30 |

| Arbitri: | Pascal Dorizon Milivoje Jovčić |

|           |          |                 |
| Bartoň 24 | Punti    | 17 Štombergas   |
| Czudek 5  | Assist   | 3 tre giocatori |
| Okáč 8    | Rimbalzi | 7 Sabonis       |

| Arbitri: | Iztok Rems Marjan Stojovski |

|             |          |                     |
| Nowitzki 21 | Punti    | 17 Sigalas          |
| Rödl 3      | Assist   | 4 Sigalas           |
| Nowitzki 5  | Rimbalzi | 5 quattro giocatori |

| Arbitri: | Iztok Rems Armand de Keyser |

|               |          |             |
| Štombergas 24 | Punti    | 16 Nowitzki |
| Maskoliūnas 8 | Assist   | 5 Rödl      |
| Sabonis 11    | Rimbalzi | 6 Femerling |

| Arbitri: | Pascal Dorizon Milivoje Jovčić |

|                        |          |           |
| Papanikolaou 21        | Punti    | 26 Bartoň |
| Mpountourīs, Sigalas 4 | Assist   | 4 Welsch  |
| Giannoulīs 8           | Rimbalzi | 7 Bartoň  |

| Arbitri: | Pascal Dorizon Marjan Stojovski |

|                 |          |             |
| Bartoň 17       | Punti    | 23 Nowitzki |
| Bartoň, Treml 2 | Assist   | 5 Bogojevič |
| tre giocatori 5 | Rimbalzi | 10 Okulaja  |

| Arbitri: | Iztok Rems Armand de Keyser |

|                 |          |                |
| Papanikolaou 21 | Punti    | 20 Karnišovas  |
| Mpountourīs 4   | Assist   | 7 Jasikevičius |
| Kakiouzīs 5     | Rimbalzi | 8 Sabonis      |

## Secondo girone di qualificazione

### Gruppo E
| Pos. | Squadra    | G | V | P | PF  | PS  | DP  | SD    |
| ---- | ---------- | - | - | - | --- | --- | --- | ----- |
| 1.   | Jugoslavia | 6 | 5 | 1 | 443 | 386 | +57 | 1 - 0 |
| 2.   | Francia    | 6 | 5 | 1 | 414 | 384 | +30 | 0 - 1 |
| 3.   | Russia     | 6 | 4 | 2 | 441 | 409 | +32 |       |
| 4.   | Spagna     | 6 | 3 | 3 | 439 | 454 | -15 |       |
| 5.   | Israele    | 6 | 2 | 4 | 416 | 467 | -51 | 1 - 1 |
| 6.   | Slovenia   | 6 | 2 | 4 | 405 | 421 | -16 | 0 - 1 |

| Arbitri: | Carl Jungebrand Recep Ankaralı |

|                       |          |                    |
| Dueñas 15             | Punti    | 21 Rigaudeau       |
| Corrales, Rodríguez 3 | Assist   | 4 Digbeu, Risacher |
| Dueñas 8              | Rimbalzi | 5 Smith            |

| Arbitri: | Carl Jungebrand Peter Klingbiel |

|                    |          |              |
| Zdovc 16           | Punti    | 17 Obradović |
| Daneu, Kraljevič 3 | Assist   | 8 Bodiroga   |
| Jurković 9         | Rimbalzi | 10 Tomašević |

| Arbitri: | Danko Radić Stefano Cazzaro |

|                    |          |            |
| Avleev, Karasëv 21 | Punti    | 26 Sheffer |
| Karasëv 6          | Assist   | 5 Shelef   |
| Panov 10           | Rimbalzi | 7 Sheffer  |

| Arbitri: | Romualdas Brazauskas Recep Ankaralı |

|              |          |                   |
| Danilović 16 | Punti    | 18 Reyes          |
| Divac 5      | Assist   | 2 Herreros, Reyes |
| Gurović 9    | Rimbalzi | 9 Reyes           |

| Arbitri: | Philippe Leemann Ivan Zachara |

|                     |          |                   |
| Goodes 16           | Punti    | 20 Zdovc          |
| Sheffer 5           | Assist   | 4 Jurković, Zdovc |
| Henefeld, Kattash 5 | Rimbalzi | 9 Jurković        |

| Arbitri: | Carl Jungebrand Stefano Cazzaro |

|                   |          |            |
| Abdul-Wahad 14    | Punti    | 22 Kudelin |
| Rigaudeau 2       | Assist   | 3 Avleev   |
| Rigaudeau, Weis 6 | Rimbalzi | 10 Panov   |

| Arbitri: | Danko Radić Stefano Cazzaro |

|                   |          |              |
| Reyes 19          | Punti    | 17 Sheffer   |
| de la Fuente 4    | Assist   | 4 Goodes     |
| Herreros, Reyes 7 | Rimbalzi | 5 Steinhauer |

| Arbitri: | Philippe Leemann Peter Klingbiel |

|                 |          |             |
| Z. Pašutin 20   | Punti    | 14 Bodiroga |
| 10 E. Pašutin   | Assist   | Bodiroga 5  |
| tre giocatori 4 | Rimbalzi | 5 Gurović   |

| Arbitri: | Carl Jungebrand Ivan Zachara |

|                        |          |                        |
| Nesterovič 16          | Punti    | 12 Rigaudeau, Risacher |
| 2 quattro giocatori    | Assist   | Rigaudeau 6            |
| Jurković, Nesterovič 9 | Rimbalzi | 12 Abdul-Wahad         |

### Gruppo F
| Pos. | Squadra   | G | V | P | PF  | PS  | DP  | SD    |
| ---- | --------- | - | - | - | --- | --- | --- | ----- |
| 1.   | Lituania  | 6 | 5 | 1 | 467 | 401 | +66 |       |
| 2.   | Italia    | 6 | 4 | 2 | 427 | 385 | +42 | 1 - 0 |
| 3.   | Turchia   | 6 | 4 | 2 | 377 | 371 | +6  | 0 - 1 |
| 4.   | Germania  | 6 | 3 | 3 | 420 | 432 | -12 | 1 - 0 |
| 5.   | Croazia   | 6 | 3 | 3 | 444 | 454 | -10 | 0 - 1 |
| 6.   | Rep. Ceca | 6 | 2 | 4 | 434 | 470 | -36 |       |

| Arbitri: | Iztok Rems Milivoje Jovčić |

|                        |          |                  |
| Karnišovas 19          | Punti    | 11 Sarıca        |
| Sabonis, Žukauskas 4   | Assist   | 2 Beşok, Tunçeri |
| Karnišovas, Sabonis 10 | Rimbalzi | 9 Beşok          |

| Arbitri: | Carl Jungebrand Peter Klingbiel |

|                 |          |          |
| Novák 13        | Punti    | 20 Kukoč |
| Welsch 4        | Assist   | 8 Kukoč  |
| Bartoň, Novák 5 | Rimbalzi | 8 Ružić  |

| Arbitri: | Miguel Angel Betancor Igor Lebedev |

|             |          |                    |
| Tomic 13    | Punti    | 16 Myers           |
| Bogojevič 3 | Assist   | 4 Meneghin         |
| Arigbabu 6  | Rimbalzi | 6 Fučka, Marconato |

| Arbitri: | Pascal Dorizon Petr Sudek |

|          |          |               |
| Kukoč 12 | Punti    | 17 Štombergas |
| Kukoč 7  | Assist   | 6 Štombergas  |
| Kukoč 3  | Rimbalzi | 9 Sabonis     |

| Arbitri: | Reuven Virovnik Milivoje Jovčić |

|            |          |                      |
| Beşok 14   | Punti    | 19 Femerling         |
| Türkcan 6  | Assist   | 8 Bogojevič          |
| Türkcan 10 | Rimbalzi | 4 Okulaja, Femerling |

| Arbitri: | Iztok Rems Armand de Keyser |

|             |          |           |
| Myers 22    | Punti    | 14 Bartoň |
| Myers 7     | Assist   | 4 Bartoň  |
| Marconato 4 | Rimbalzi | 8 Bečka   |

| Arbitri: | Pascal Dorizon Armand de Keyser |

|              |          |            |
| Tomic 32     | Punti    | 15 Prkačin |
| Bogojevič 12 | Assist   | 8 Kukoč    |
| Okulaja 9    | Rimbalzi | 4 Ružić    |

| Arbitri: | Reuven Virovnik Igor Lebedev |

|           |          |                   |
| Bartoň 20 | Punti    | 17 Türkcan        |
| Czudek 4  | Assist   | 4 Sarıca, Tunçeri |
| Bartoň 7  | Rimbalzi | 8 Beşok           |

| Arbitri: | Miguel Angel Betancor Petr Sudek |

|                           |          |             |
| Sabonis 25                | Punti    | 16 Meneghin |
| Karnišovas, Maskoliūnas 6 | Assist   | 5 De Pol    |
| Sabonis 13                | Rimbalzi | 5 Galanda   |

## Fase a eliminazione diretta

### Tabellone
|  | Quarti di finale  | Quarti di finale |                  |         | Semifinali                | Semifinali                |  |  | Finale           | Finale |
|  |                   |                  |                  |         |                           |                           |  |  |                  |        |
|  | 1º luglio - 14:00 |                  |                  |         |                           |                           |  |  |                  |        |
|  |                   |                  |                  |         |                           |                           |  |  |                  |        |
|  | Russia            | 79               |                  |         |                           |                           |  |  |                  |        |
|  | Russia            | 79               | 2 luglio - 20:45 |         |                           |                           |  |  |                  |        |
|  | Italia            | 102              |                  |         |                           |                           |  |  |                  |        |
|  | Italia            | 102              | Italia           | 71      |                           |                           |  |  |                  |        |
|  | 1º luglio - 16:15 |                  | Italia           | 71      |                           |                           |  |  |                  |        |
|  |                   | Jugoslavia       | 62               |         |                           |                           |  |  |                  |        |
|  | Jugoslavia        | Jugoslavia       | 62               | 78      |                           |                           |  |  |                  |        |
|  | Jugoslavia        |                  | 3 luglio - 18:00 | 78      |                           |                           |  |  |                  |        |
|  | Germania          | 68               |                  |         |                           |                           |  |  |                  |        |
|  | Germania          | 68               | Italia           | 64      |                           |                           |  |  |                  |        |
|  | 1º luglio - 18:30 |                  | Italia           | 64      |                           |                           |  |  |                  |        |
|  |                   | Spagna           | 56               |         |                           |                           |  |  |                  |        |
|  | Francia           | Spagna           | 56               | 66      |                           |                           |  |  |                  |        |
|  | Francia           | 2 luglio - 18:30 |                  | 66      |                           |                           |  |  |                  |        |
|  | Turchia           | 63               |                  |         |                           |                           |  |  |                  |        |
|  | Turchia           | 63               | Francia          | 63      | Finale per il terzo posto | Finale per il terzo posto |  |  |                  |        |
|  | 1º luglio - 20:45 |                  | Francia          | 63      | Finale per il terzo posto | Finale per il terzo posto |  |  |                  |        |
|  |                   | Spagna           | 70               |         |                           |                           |  |  |                  |        |
|  | Spagna            | Spagna           | 70               | 74      | Jugoslavia                | 74                        |  |  |                  |        |
|  | Spagna            |                  |                  | 74      | Jugoslavia                | 74                        |  |  |                  |        |
|  | Lituania          | 72               |                  | Francia | 62                        |                           |  |  |                  |        |
|  | Lituania          | 72               |                  |         | 62                        |                           |  |  |                  |        |
|  |                   |                  |                  |         |                           |                           |  |  | 3 luglio - 15:45 |        |
|  |                   |                  |                  |         |                           |                           |  |  |                  |        |

#### Quarti di finale
| Arbitri: | Carl Jungebrand Pascal Dorizon |

|                  |          |                    |
| Karasëv 22       | Punti    | 22 Myers           |
| Karasëv, Nosov 3 | Assist   | 5 De Pol, Meneghin |
| Nosov 13         | Rimbalzi | 5 Galanda          |

| Arbitri: | Romualdas Brazauskas Recep Ankaralı |

|               |          |              |
| Šćepanović 17 | Punti    | 13 Femerling |
| Bodiroga 7    | Assist   | 6 Bogojevič  |
| Tomašević 7   | Rimbalzi | 5 Nowitzki   |

| Arbitri: | Reuven Virovnik Iztok Rems |

|                 |          |             |
| Rigaudeau 18    | Punti    | 17 Türkoğlu |
| tre giocatori 2 | Assist   | 5 Tunçeri   |
| Bilba 8         | Rimbalzi | 8 Beşok     |

| Arbitri: | Stefano Cazzaro Petr Sudek |

|                 |          |                 |
| Herreros 28     | Punti    | 22 Jasikevičius |
| Rodríguez 5     | Assist   | 5 Maskoliūnas   |
| tre giocatori 5 | Rimbalzi | 6 Žukauskas     |

#### Semifinali
| Arbitri: | Carl Jungebrand Petr Sudek |

|                |          |             |
| Bilba 11       | Punti    | 29 Herreros |
| Rigaudeau 4    | Assist   | 6 Rodríguez |
| Bilba, Gadou 4 | Rimbalzi | 9 Reyes     |

| Arbitri: | Reuven Virovnik Romualdas Brazauskas |

|                  |          |                 |
| Fučka 17         | Punti    | 17 Bodiroga     |
| Abbio, Myers 4   | Assist   | 2 tre giocatori |
| Fučka, Galanda 5 | Rimbalzi | 13 Bodiroga     |

#### Finali
3º-4º posto
| Arbitri: | Miguel Angel Betancor Stefano Cazzaro |

|                 |          |            |
| Rigaudeau 16    | Punti    | 19 Divac   |
| tre giocatori 2 | Assist   | 5 Bodiroga |
| Bilba, Weis 6   | Rimbalzi | 7 Lončar   |

1º-2º posto
| Arbitri: | Iztok Rems Pascal Dorizon |

|             |          |                 |
| Corrales 15 | Punti    | 18 Myers        |
| Corrales 6  | Assist   | 2 Basile, Fučka |
| Dueñas 11   | Rimbalzi | 10 Fučka        |

| Quintetto titolare | Quintetto titolare | Quintetto titolare   | Pt   | Rim  | Ass  |
| ------------------ | ------------------ | -------------------- | ---- | ---- | ---- |
| P                  | 8                  | Nacho Rodríguez      | 0    | 0    | 0    |
| AP                 | 9                  | Carlos Jiménez       | 3    | 2    | 0    |
| AP                 | 11                 | Alberto Herreros     | 10   | 0    | 3    |
| C                  | 13                 | Iñaki de Miguel      | 1    | 2    | 0    |
| C                  | 14                 | Alfonso Reyes        | 7    | 9    | 0    |
| Panchina:          |                    |                      |      |      |      |
| G                  | 4                  | Alberto Angulo       | 0    | 0    | 0    |
| G                  | 5                  | Nacho Rodilla        | n.e. | n.e. | n.e. |
| P                  | 6                  | Iván Corrales        | 15   | 2    | 6    |
| C                  | 7                  | Nacho Romero         | 4    | 0    | 0    |
| AP                 | 10                 | Rodrigo de la Fuente | 4    | 2    | 1    |
| AP                 | 12                 | Roger Esteller       | 5    | 2    | 0    |
| C                  | 15                 | Roberto Dueñas       | 7    | 11   | 0    |
| Allenatore:        |                    |                      |      |      |      |
| Lolo Sainz         |                    |                      |      |      |      |

| Spagna |  | Italia |

| Spagna        | Statistiche        | Italia        |
| ------------- | ------------------ | ------------- |
|               | Statistiche        |               |
| 11/27 (40.7%) | Tiro da 2          | 16/30 (53,3%) |
| 4/14 (28.6%)  | Tiro da 3          | 2/15 (13,3%)  |
| 22/36 (61.1%) | Tiri liberi        | 26/33 (78,8%) |
| 9             | Rimbalzi offensivi | 8             |
| 21            | Rimbalzi difensivi | 15            |
| 30            | Rimbalzi totali    | 23            |
| 10            | Assist             | 8             |
| 16            | Palle perse        | 6             |
| 4             | Palle rubate       | 6             |
| 0             | Stoppate           | 0             |
| 27            | Falli              | 28            |

| Quintetto titolare | Quintetto titolare | Quintetto titolare | Pt   | Rim  | Ass  |
| ------------------ | ------------------ | ------------------ | ---- | ---- | ---- |
| AC                 | 7                  | Gregor Fučka       | 10   | 10   | 2    |
| A                  | 9                  | Alessandro De Pol  | 7    | 2    | 1    |
| G                  | 10                 | Carlton Myers      | 18   | 1    | 1    |
| GA                 | 11                 | Andrea Meneghin    | 2    | 0    | 1    |
| C                  | 14                 | Roberto Chiacig    | 9    | 2    | 0    |
| Panchina:          |                    |                    |      |      |      |
| P                  | 4                  | Davide Bonora      | n.e. | n.e. | n.e. |
| G                  | 5                  | Gianluca Basile    | 2    | 2    | 2    |
| AC                 | 6                  | Giacomo Galanda    | 4    | 1    | 0    |
| C                  | 8                  | Denis Marconato    | 2    | 2    | 0    |
| G                  | 12                 | Alessandro Abbio   | 10   | 3    | 1    |
| GA                 | 13                 | Michele Mian       | n.e. | n.e. | n.e. |
| C                  | 15                 | Marcelo Damião     | n.e. | n.e. | n.e. |
| Allenatore:        |                    |                    |      |      |      |
| Bogdan Tanjević    |                    |                    |      |      |      |

### Piazzamento 5º-8º posto
|  | Fase ad eliminazione diretta | Fase ad eliminazione diretta | Fase ad eliminazione diretta |          |        | Quinto posto  | Quinto posto  | Quinto posto  |  |
|  |                              |                              |                              |          |        |               |               |               |  |
|  | Russia                       | Russia                       | 74                           |          |        |               |               |               |  |
|  | Russia                       | Russia                       | 74                           |          |        |               |               |               |  |
|  | Germania                     | Germania                     | 70                           |          |        |               |               |               |  |
|  | Germania                     | Germania                     | 70                           |          | Russia | Russia        | 72            |               |  |
|  |                              |                              |                              |          | Russia | Russia        | 72            |               |  |
|  |                              |                              | Lituania                     | Lituania | 103    |               |               |               |  |
|  | Turchia                      | Turchia                      | Lituania                     | Lituania | 103    | 56            |               |               |  |
|  | Turchia                      | Turchia                      |                              |          |        | 56            |               |               |  |
|  | Lituania                     | Lituania                     | 80                           |          |        | Settimo posto | Settimo posto | Settimo posto |  |
|  | Lituania                     | Lituania                     | 80                           |          |        |               |               |               |  |
|  |                              |                              |                              |          |        |               |               |               |  |
|  |                              |                              |                              |          |        | Germania      | Germania      | 86            |  |
|  |                              |                              |                              |          |        | Germania      | Germania      | 86            |  |
|  |                              |                              |                              |          |        | Turchia       | Turchia       | 67            |  |

| Arbitri: | Iztok Rems Philippe Leemann |

|              |          |                    |
| Kudelin 19   | Punti    | 15 Nowitzki        |
| E. Pašutin 4 | Assist   | 5 Bogojevič, Tomic |
| Avleev 9     | Rimbalzi | 4 Nowitzki         |

| Arbitri: | Miguel Angel Betancor Pascal Dorizon |

|                     |          |                       |
| Okur 14             | Punti    | 16 Praškevičius       |
| quattro giocatori 2 | Assist   | 6 Karnišovas          |
| Okur 10             | Rimbalzi | 7 Karnišovas, Sabonis |

| Arbitri: | Armand de Keyser Milivoje Jovčić |

|              |          |             |
| Femerling 18 | Punti    | 15 Türkoğlu |
| Bogojevič 5  | Assist   | 4 Tunçeri   |
| Okulaja 7    | Rimbalzi | 11 Okur     |

| Arbitri: | Peter Klingbiel Recep Ankaralı |

|                 |          |                     |
| Kudelin 23      | Punti    | 18 Karnišovas       |
| tre giocatori 2 | Assist   | 7 Marčiulionis      |
| Nosov 7         | Rimbalzi | 6 Einikis, Masiulis |

## Statistiche

### Individuali
Punti
| Pos. | Name               | PPG  |
| ---- | ------------------ | ---- |
| 1    | Alberto Herreros   | 19,2 |
| 2    | Luboš Bartoň       | 18,7 |
| 3    | Doron Sheffer      | 16,7 |
| 4    | Carlton Myers      | 16,3 |
| 4    | Antoine Rigaudeau  | 15,5 |
| 6    | Dirk Nowitzki      | 15,2 |
| 7    | Toni Kukoč         | 14,5 |
| 8    | Artūras Karnišovas | 14,2 |
| 8    | Vasilij Karasëv    | 14,2 |
| 10   | Dejan Bodiroga     | 14,1 |

Rimbalzi
| Pos. | Name            | RPG |
| ---- | --------------- | --- |
| 1    | Arvydas Sabonis | 8,5 |
| 2    | Vitalij Nosov   | 7,9 |
| 3    | Hüseyin Beşok   | 7,4 |
| 3    | Alfonso Reyes   | 7,2 |
| 5    | Ivica Jurković  | 6,5 |
| 6    | Toni Kukoč      | 6,3 |
| 6    | Dejan Bodiroga  | 6,2 |
| 8    | Jim Bilba       | 6,1 |
| 9    | Dejan Tomašević | 6,0 |
| 10   | Mirsad Türkcan  | 5,8 |

Assist
| Pos. | Name                 | APG |
| ---- | -------------------- | --- |
| 1    | Toni Kukoč           | 6,3 |
| 2    | Vladimir Bogojevič   | 5,2 |
| 3    | Damir Mulaomerović   | 4,8 |
| 4    | Kerem Tunçeri        | 4,6 |
| 5    | Dejan Bodiroga       | 4,3 |
| 6    | Darius Maskoliūnas   | 4,1 |
| 7    | Šarūnas Jasikevičius | 3,5 |
| 8    | Evgenij Pašutin      | 3,4 |
| 9    | Artūras Karnišovas   | 3,3 |
| 9    | Carlton Myers        | 3,3 |
| 9    | Jaka Daneu           | 3,3 |

Palle rubate
| Pos. | Name               | SPG |
| ---- | ------------------ | --- |
| 1    | Luboš Bartoň       | 2,0 |
| 2    | Evgenij Pašutin    | 1,9 |
| 3    | Vladimir Bogojevič | 1,8 |
| 4    | Andrea Meneghin    | 1,7 |
| 4    | Sergej Panov       | 1,7 |
| 4    | Toni Kukoč         | 1,7 |
| 7    | Jim Bilba          | 1,6 |
| 7    | Saša Obradović     | 1,6 |
| 9    | Igor' Kudelin      | 1,4 |
| 9    | Kai Nürnberger     | 1,4 |
| 9    | Tariq Abdul-Wahad  | 1,4 |

Minuti giocati
| Pos. | Name              | MPG  |
| ---- | ----------------- | ---- |
| 1    | Jure Zdovc        | 36,8 |
| 2    | Kerem Tunçeri     | 35,7 |
| 3    | Toni Kukoč        | 34,3 |
| 4    | Antoine Rigaudeau | 33,9 |
| 5    | Jim Bilba         | 33,3 |
| 6    | Nadav Henefeld    | 33,2 |
| 7    | Doron Sheffer     | 32,7 |
| 8    | Dejan Bodiroga    | 31,8 |
| 9    | Alberto Herreros  | 31,7 |
| 10   | Dirk Nowitzki     | 31,3 |

Migliori prestazioni individuali
| Statistica   | Giocatore          | Totale | Avversario |
| ------------ | ------------------ | ------ | ---------- |
| Punti        | Drazan Tomic       | 32     | Croazia    |
| Rimbalzi     | Vitalij Nosov      | 18     | Spagna     |
| Assist       | Vladimir Bogojevič | 12     | Croazia    |
| Palle rubate | Sergej Panov       | 7      | Slovenia   |
| Palle perse  | Dirk Nowitzki      | 8      | Turchia    |

### Squadra
Punti
| Pos. | Name       | PPG  |
| ---- | ---------- | ---- |
| 1    | Lituania   | 80.2 |
| 2    | Russia     | 74.0 |
| 2    | Croazia    | 74.0 |
| 4    | Italia     | 73.8 |
| 5    | Jugoslavia | 73.0 |

Rimbalzi
| Pos. | Name     | RPG  |
| ---- | -------- | ---- |
| 1    | Lituania | 33.9 |
| 2    | Russia   | 31.4 |
| 3    | Spagna   | 30.6 |
| 3    | Turchia  | 30.6 |
| 5    | Slovenia | 29.6 |

Assist
| Pos. | Name       | APG  |
| ---- | ---------- | ---- |
| 1    | Lituania   | 22.4 |
| 2    | Ungheria   | 19.7 |
| 3    | Israele    | 17.0 |
| 4    | Germania   | 16.3 |
| 5    | Jugoslavia | 15.7 |
| 5    | Croazia    | 15.7 |

Palle rubate
| Pos. | Name      | SPG |
| ---- | --------- | --- |
| 1    | Russia    | 8.8 |
| 2    | Italia    | 7.8 |
| 3    | Rep. Ceca | 7.3 |
| 3    | Grecia    | 7.3 |
| 5    | Francia   | 7.2 |
| 5    | Germania  | 7.2 |

Migliori prestazioni di squadra
| Statistica    | Squadra    | Totale        | Avversario |
| ------------- | ---------- | ------------- | ---------- |
| Punti         | Lituania   | 103           | Russia     |
| Rimbalzi      | Russia     | 45            | Israele    |
| Assist        | Lituania   | 32            | Russia     |
| Palle rubate  | Italia     | 17            | Rep. Ceca  |
| % tiro da 2   | Lituania   | 70.0% (35/50) | Croazia    |
| % tiro da 3   | Francia    | 69.2% (9/13)  | Israele    |
| % tiri liberi | Slovenia   | 100% (12/12)  | Spagna     |
| % tiri liberi | Jugoslavia | 100% (6/6)    | Spagna     |
| Palle perse   | Rep. Ceca  | 23            | Italia     |

## Premi individuali

### MVP del torneo
- Gregor Fučka

### All-Tournament Team
| All-Tournament Team |
| ------------------- |
| Carlton Myers       |
| Andrea Meneghin     |
| Alberto Herreros    |
| Dejan Bodiroga      |
| Gregor Fučka        |

## Classifica finale

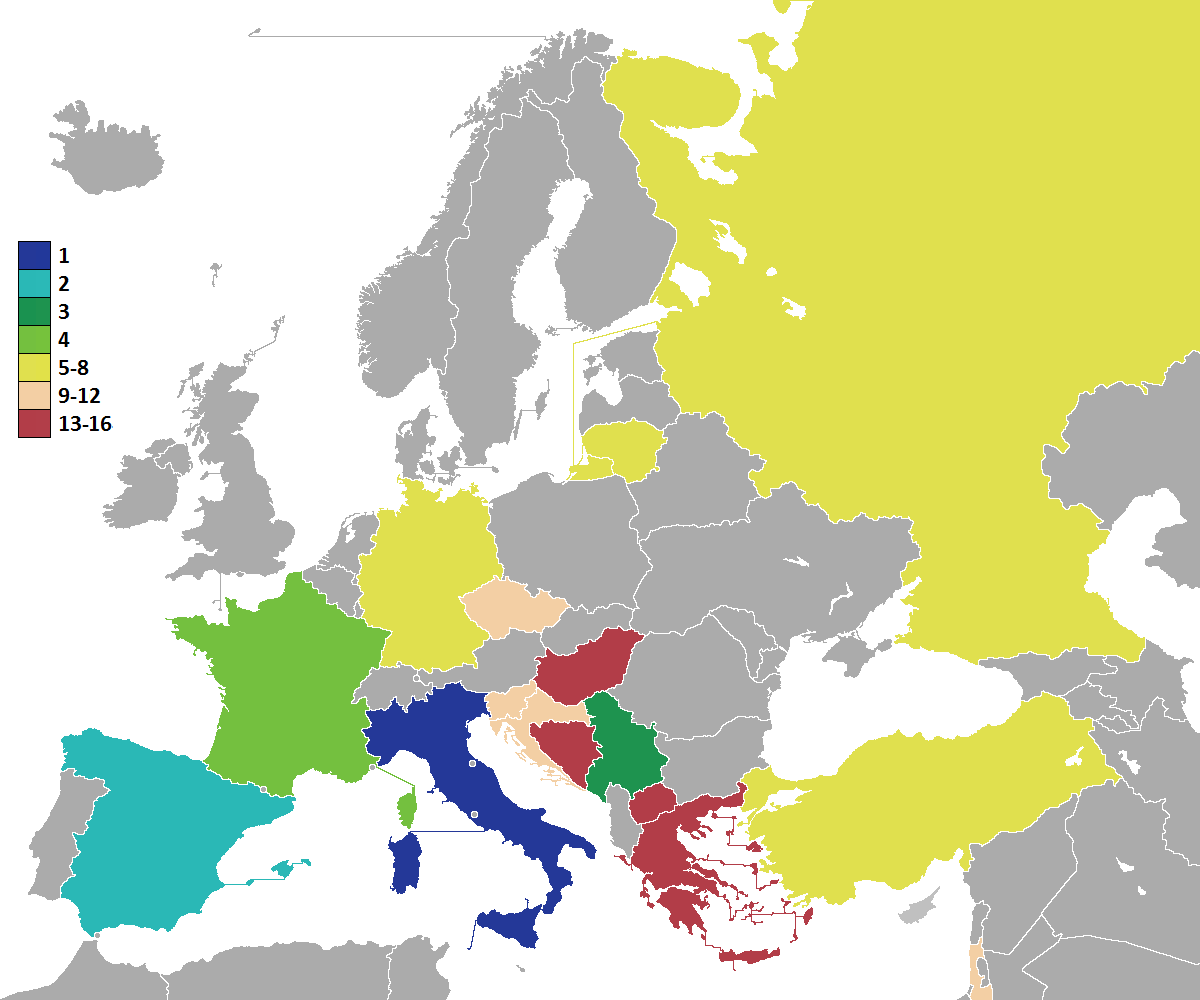
Classifica finale

| Campione d'Europa | Campione d'Europa    | Campione d'Europa | Campione d'Europa |
| ----------------- | -------------------- | --- | ----------------- |
|                   |                      | Italia4 Bonora, 5 Basile, 6 Galanda, 7 Fučka, 8 Marconato, 9 De Pol, 10 Myers, 11 Meneghin, 12 Abbio, 13 Mian, 14 Chiacig, 15 Damião, All. Bogdan Tanjević                                                  |                   |
| Argento           | Spagna               | Spagna4 Angulo, 5 Rodilla, 6 Corrales, 7 Romero, 8 Rodríguez, 9 Jiménez, 10 de la Fuente, 11 Herreros, 12 Esteller, 13 de Miguel, 14 Reyes, 15 Dueñas, All. Lolo Sainz                                      |                   |
| Bronzo            | Jugoslavia           | Jugoslavia4 Bodiroga, 5 Danilović, 6 S. Obradović, 7 Lončar, 8 Gurović, 9 Šćepanović, 10 Lukovski, 11 Stojaković, 12 Divac, 13 Tarlać, 14 Tomašević, 15 Topić, All. Željko Obradović                        |                   |
| 4.                | Francia              | Francia4 Sonko, 5 Digbeu, 6 Rigaudeau, 7 Foirest, 8 Sciarra, 9 Abdul-Wahad, 10 Risacher, 11 Gadou, 12 Julian, 13 Weis, 14 Bilba, 15 Smith, All. Jean-Pierre de Vincenzi                                     |                   |
| 5.                | Lituania             | Lituania4 Jasikevičius, 5 M.Žukauskas, 6 Masiulis, 7 Štombergas, 8 Marčiulionis, 9 E.Žukauskas, 10 Adomaitis, 11 Sabonis, 12 Karnišovas, 13 Maskoliūnas, 14 Einikis, 15 Praškevičius, All. Jonas Kazlauskas |                   |
| 6.                | Russia               | Russia4 Karasëv, 5 Kudelin, 6 Petrenko, 7 Kisurin, 8 E. Pašutin, 9 Tichonenko, 10 Babkov, 11 Kurašov, 12 Z. Pašutin, 13 Avleev, 14 Panov, 15 Nosov, All. Sergej Belov                                       |                   |
| 7.                | Germania             | Germania4 Rödl, 5 Lütcke, 6 Nürnberger, 7 Bogojevič, 8 Wucherer, 9 Tomic, 10 Femerling, 11 Terdenge, 12 Arigbabu, 13 Okulaja, 14 Nees, 15 Nowitzki, All. Henrik Dettmann                                    |                   |
| 8.                | Turchia              | Turchia4 Tunçeri, 5 Türkoğlu, 6 Türkcan, 7 Erden, 8 Konuk, 9 Yıldırım, 10 Kutluay, 11 Okur, 12 Beşok, 13 Oyguç, 14 Pars, 15 Sarıca, All. Erman Kunter                                                       |                   |
| 9.                | Israele              | Israele4 Henefeld, 5 Daniel, 6 Goodes, 7 Turgeman, 8 Amsalem, 9 Tapiro, 10 Kattash, 11 Sheffer, 12 Shelef, 13 Cohen-Mintz, 14 Steinhauer, 15 Saffar, All. Muli Katzurin                                     |                   |
| 10.               | Slovenia             | Slovenia4 Zdovc, 5 Jeklin, 6 Daneu, 7 Bečirovič, 8 Kraljevič, 9 Tovornik, 10 Smodiš, 11 Jagodnik, 12 Milič, 13 Jurković, 14 Nesterovič, 15 Dragšič, All. Boris Zrinski                                      |                   |
| 11.               | Croazia              | Croazia4 Krstić, 5 Mulaomerović, 6 Mršić, 7 Kukoč, 8 Prkačin, 9 Zadravec, 10 Giriček, 11 Poljak, 12 Ružić, 13 Tomeljak, 14 Vujčić, 15 Henjak, All. Boško Božić                                              |                   |
| 12.               | Rep. Ceca            | Rep. Ceca4 Czudek, 5 P. Welsch, 6 Vahala, 7 Stuchlý, 8 J. Welsch, 9 Klapetek, 10 Okáč, 11 Bartoň, 12 Treml, 13 Ides, 14 Novák, 15 Bečka, All. Zdeněk Hummel                                                 |                   |
| 13.               | Macedonia            | Macedonia4 Stefanov, 5 Ilievski, 6 Chekovski, 7 Kurtovik, 8 Srbinoski, 9 Mihajlovski, 10 Naumoski, 11 Gečevski, 12 Jovanovski, 13 Stankovik, 14 Blaževski, 15 Bocevski, All. Zare Markovski                 |                   |
| 14.               | Ungheria             | Ungheria4 Sitku, 5 Bencze, 6 Kálmán, 7 Halm, 8 Németh, 9 Dávid, 10 Pankár, 11 Boros, 12 Orosz, 13 Gulyás, 14 Mészáros, 15 Czigler, All. Lajos Mészáros                                                      |                   |
| 15.               | Bosnia ed Erzegovina | Bosnia ed Erzegovina4 Marković, 5 Firić, 6 Bećiragić, 7 Lerić, 8 Opačak, 9 Hukić, 10 Mirković, 11 Valjevac, 12 Kahrimanović, 13 Alihodžić, 14 Ovčina, 15 Mujezinović, All. Sabit Hadžić                     |                   |
| 16.               | Grecia               | Grecia4 Kalaitzīs, 5 Mpalogiannīs, 6 Mpountourīs, 7 Papanikolaou, 8 Sigalas, 9 Korōnios, 10 Alvertīs, 11 Soulīs, 12 Tsakalidīs, 13 Giannoulīs, 14 Kakiouzīs, 15 Karagkoutīs, All. Kōstas Petropoulos        |                   |